# 未来学
未來學（英語：Futures studies、futures research 或 futurology）是對社會和技術進步以及其他環境趨勢的系統性、跨學科和整體研究，通常旨在探索人們未來將如何生活和工作。可以應用預測技術，例如預測，但當代未來研究學者強調系統探索替代方案的重要性。 總的來說，它可以被認為是社會科學的一個分支，與歷史領域平行。未來研究旨在了解什麼可能會繼續，什麼可能會發生變化。因此，該學科的一部分尋求對過去和現在的系統和基於模式的理解，並探索未來事件和趨勢的可能性。
與研究更窄、更具體的系統的物理科學不同，未來學涉及更大、更複雜的世界系統。與自然科學和社會學、經濟學等社會科學相比，其方法論和知識的證明要少得多。關於這門學科是藝術還是科學存在爭論，有時更被描述為偽科學。

## 綜述
未來學是一個跨學科領域，它通過專業方法和專業方法彙總並分析趨勢，以及其構成的可能的未來。一般會分析包括來源、模式，以及造成改變的原因，以及試圖發展前瞻企圖的穩定度。全世界會以未來學術、未來研究、策略前瞻預測、未來學、未來想像、未來發展，以及未來學。在英語世界大都用未來學研究以及策略前瞻預測等用詞。
未來學通常不關注短期預測，例如下一商業周期的利率，或短期內的經理或投資者的利率預測。研究一到三年内的未来不被視為未來學。通常，未來學關注的是變革性趨勢。
未來學排除了那些通過自稱超自然手段做出未來預測的人。

## 歷史

### 起源

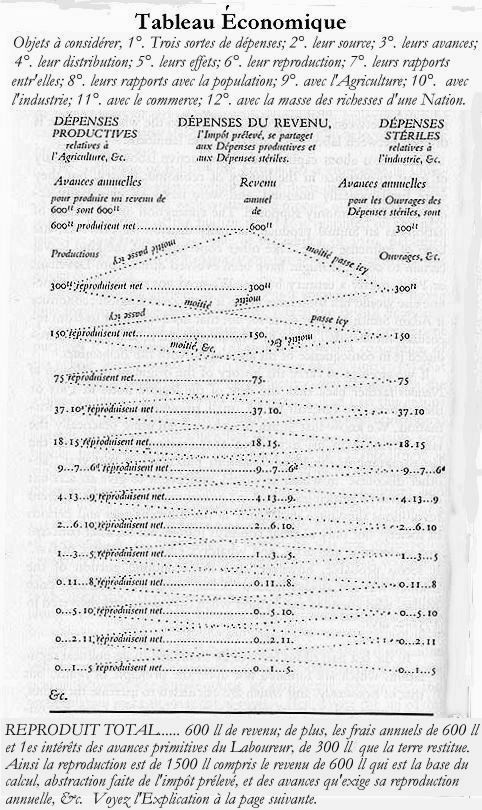
奎斯奈的经济表的原始可视化，1759年

约翰·加尔通（Johan Galtung） 和索哈伊尔·伊纳亚图拉（ Sohail Inayatullah ）认为，追寻宏大历史图式的传统可以上溯到司马迁（公元前145年至公元前90年）和伊本·赫勒敦（1332–1406年）。 一个早期西方例子是托马斯·莫尔爵士于1516年出版的《乌托邦》，描绘了一个克服了贫困与苦难的未来社会。
17世纪数学的发展促使人们尝试计算统计和概率概念，推动了以数值数据表达客观知识的观念。18世纪英国，投资者开始用数学公式评估资产未来价值。1758年，法国经济学家François Quesnay创建了经济整体的定量模型《经济表》（Tableau Economique），用于规划未来生产。同时，安·罗伯特·雅克·杜阁（Anne Robert Jacques Turgot）首次阐明了边际收益递减定律。1793年，中国官僚洪亮吉预测了未来人口增长。
工业革命即将席卷欧洲大陆。1798年，托马斯·马尔萨斯发表了关于人口原理的著作，探讨了其对社会未来发展的影响。马尔萨斯质疑乐观的乌托邦和进步理论，他对人类生存的担忧被视为欧洲早期的反乌托邦思想。 从19世纪30年代起，奥古斯特·孔德发展了社会进化理论，提出社会变革中存在可识别的基本模式。 19世纪70年代，赫伯特·斯宾塞将孔德的社会进化理论与达尔文的生物进化论相结合，推动了社会达尔文主义在欧美的流行。到了19世纪末，社会普遍相信人类进步和科学发明的胜利，科幻小说因此成为未来主义叙事的热门形式。1888年，威廉·莫里斯出版了《无处新闻》，提出了减少工作时间的理论。

### 20世紀初
19世纪末至20世纪初，英国作家H.G.威尔斯奠定了“真正科幻小说”的体裁，强调作品应基于合理的科学知识。威尔斯成为社会与技术预测的先驱。1890年至1914年间，美国和欧洲陆续出版了大量技术乐观主义的报刊文章和书籍。第一次世界大战后，由菲利波·托马索·马里内蒂领导的意大利未来主义运动开始赞美现代性。在苏联，未来主义者如弗拉基米尔·马雅可夫斯基、大卫·伯利克和瓦西里·卡门斯基，则在整个20世纪不断与官方的共产主义文化政策进行抗争。在日本，未来主义者在一战后通过批判明治时代、赞美速度与技术进步，逐渐获得了影响力。
随着第一次世界大战的结束，人们对利用统计方法进行未来预测的兴趣日益增强。在统计学中，预测是计算未来事件的规模或发生概率，而估计则是确定当前未知数量的值。1929年，美国总统胡佛成立了由威廉·F·奥格本领导的社会趋势研究委员会，利用历史统计数据绘制趋势图并预测未来发展。二战后，随着全球资本主义国家和共产主义国家的兴起，预测性分析成为政治决策中的一个关键组成部分，规划也由此成为国家治理的重要工具。 1945年为协助美国军方制定战后长期战略，兰德公司应运而生。冷战时期，军事和工业领域的规划达到高峰，尤其是在20世纪60年代。但随着和平研究作为反主流运动的兴起，人们开始质疑“一个可预测的未来”这个源自实证主义的信念，对单一确定性未来的信仰也逐渐受到挑战。

### 20世紀中葉
1954年，罗伯特·容克在《明天已经来了》中发表了对美国及其所谓“未来殖民主义”的批评；而弗雷德·L·波拉克于1961年出版的《未来图像》，则成为一本探讨另类未来想象的经典之作。 20世纪60年代，伯特兰·德·朱夫内尔和约翰·加尔通在欧洲发展出以人为本的未来研究方法；与此同时，托马斯·库恩、卡尔·波普尔和尤尔根·哈伯马斯等学者则对“单一未来”的实证主义理念提出了挑战。 当社会科学家开始质疑实证主义作为合理的知识理论，并逐步转向多元主义时，未来研究逐渐确立了其作为一个独立学术领域的地位。在1967年于奥斯陆召开的首届国际未来研究会议上，研究议题涵盖城市蔓延、饥饿问题与教育等全球性挑战。1968年兰德公司的奥拉夫·赫尔默指出：“人们开始意识到，未来可能有很多种，这些可能性可以以不同的方式被塑造。”未来研究由此奠定基础，核心理念是未来并非唯一，而是由众多可能性组成，这些可能性是可以被估计、预测乃至干预的。
期货研究最初作为一个实证研究领域发展而来，深受赫尔曼·科恩等人的出版物影响。该领域广泛采用情景规划、博弈论和计算机模拟等方法来预测和探索未来的多种可能性。与此同时，从事批判性未来研究的历史学家、政治学家和社会学家，如奥西普·K.弗莱希特海姆和约翰·加尔通也为和平与冲突研究奠定了基础，使其逐渐发展成为一门独立的学术学科。
期货研究的国际学术交流于1967年通过成立世界期货研究联合会（WFSF）而正式制度化。标志着未来研究作为全球性学术领域的确立。随后，首个未来研究博士项目于1969年由克里斯托弗·德德（Christopher Dede）和比利·罗哈斯（Billy Rojas）在马萨诸塞大学创立。Dede还于1975年在休士顿大学Clear Lake设立了相关硕士课程。1976年，夏威夷大学马诺阿分校则创立了以“替代未来”为导向的公共政策项目，进一步推动了该领域在政策与实践层面的发展。

### 進一步發展
1970年，Alvin和Heidi Toffler合著的畅销书《未来冲击》引发了主流对后工业经济未来的关注。书中通过“波浪”隐喻描述了美国经济和社会的变迁。第一波代表农业社会，第二波是工业社会，而新兴的第三波则是信息社会。 20世纪70年代，未来研究逐渐减少对冷战情景的关注，转而聚焦加速全球化的影响。全球未来研究的先驱包括荷兰皇家壳牌的皮埃尔·瓦克、经济合作与发展组织（OECD）的未来小组以及罗马俱乐部。1972年，罗马俱乐部发布《增长的极限》报告，通过结合经济增长的计算机模拟和人口增长预测，挑战了当时的政治现状。

World3模型标准运行如《增长的极限》所示

1972年出版的《增长的极限》报告将环境退化问题正式纳入政治议程。环保运动由此要求工业界和决策者在规划和投资发电厂及基础设施时必须考虑其长期环境影响。
20世纪90年代，为筹备联合国千年发展目标而进行的未来研究迅速增加。2000年，这些目标被采纳为2015年的国际发展目标。整个90年代，还启动了多个大型技术预见计划为国家和区域的科学、技术与创新战略提供支持和参考。 在20世纪90年代之前，“前瞻性”一词很少用于描述未来研究、未来学或预测领域。前瞻性研究部分借鉴了包括贝特朗·德·朱韦内尔（Bertrand de Jouvenel）在内的法国先驱所开发的方法。前瞻性从业人员致力于收集和评估基于证据的未来洞见，研究成果主要关注识别战略层面的挑战和机遇。这些从业者通常专注于特定公司或经济区域，而不直接参与具体问题的规划。
20世纪90年代，几位未来研究从业者尝试为该领域构建一个连贯的综合框架，代表作包括温德尔·贝尔的两卷本《未来研究的基础》和齐奥丁·萨达尔的《拯救我们所有的未来》。

## 概率和可預測性
未來的某些方面，例如天體力學，是高度可預測的。甚至可以用簡單的數學模型來描述。混沌理論，非線性科學和進化論等理論使我們能夠理解許多複雜系統。
有人認為，未來本質上是不可預測的，“預測未來的最佳方法就是創造未來”。一些人認為，科學，概率，模型和統計的進步將使我們能夠繼續加深對可能的未來的理解。
例如，考慮選舉美國總統的過程。在一個層面上，我們觀察到任何35歲以上的美國公民都可以競選總統。進一步調查表明，某些公眾人士（現任和前任總統和副總統，參議員，州長，受歡迎的軍事指揮官，超大型城市的市長，名人等）會在初選中當選。
從複雜性理論的角度來看，對單個事件的可預測性的這種改進並不能解決整個系統固有的不可預測性。不可預測性是由多個單個事件之間的交互作用引起的。
科學家有時將未來學描述為偽科學。科學存在於確定的領域中。從某種意義上講，科學研究和未來學研究都具有相同的目標。

### 未来管理
高管参与未来管理的目的是帮助个人和组织更好地理解未来。在商业组织中工作的高管通常希望比其竞争对手更早、更深入地掌握未来趋势。因此，未来管理被视为一个系统性的过程，最终实现领先地位。 

### 替代可能的期货
未来学家利用情景规划来描绘多种可能的未来图景。情景规划是对各种假设性未来进行系统化探讨的方法。在21世纪，因为未来充满不确定性，所以替代性未来的规划已成为理解社会生态系统的重要工具。通过向科学家、企业家、政府官员、土地所有者和非营利组织代表等利益相关者提出关键问题，情景规划帮助为城市、地区、行业或经济制定更具前瞻性的发展策略。
如果对未来的设想完全倾向于乌托邦或反乌托邦，那它们就难以令人信服。研究过程中的一个阶段是识别新出现的问题，如大趋势、趋势和弱信号。大趋势是主要的长期现象，变化缓慢，通常相互关联，无法瞬间转变。 许多公司将未来学家纳入风险管理策略，用于开展前瞻性扫描、分析新兴问题，并识别突发事件。了解各种可能性有助于增强对机遇与威胁的认知。无论是在研发、创新、市场调研，还是预测竞争对手行为等方面，每一家成功或失败的企业实际上都在某种程度上参与着未来的塑造。角色扮演也是一种集体探索未来可能性的方式，正如研究实验室《文明候诊室》中的实践那样。

### 弱信号、未来标志和通配符
在未来研究中，“弱信号”是关于潜在趋势和系统变动的早期指标，但是定义存在争议。有时被视为面向未来的信息，有时则被认为是新出现的问题。为澄清这一混乱，“未来符号”概念将信号、问题和解释加以区分。

## 学科设立
2002年，新北市淡水區的淡江大學成立了未來學研究所。包括經濟未來學，政治未來學及環境未來學，目前在此校教環境未來的是曾經第七任翡翠水庫管理局局長康世芳。

## 参看
- 未來學家
- 另類未來（英语：Alternative future）（又譯：選擇性未來）
- 新興技術列表
- 人類基因工程
- 人口過多
- Template:Human timeline
- Template:Life timeline

- 心理史学

## 外部連結
- Jounral of Futures Studies期刊網站
- MageFutures大未來
- Future Timeline （页面存档备份，存于）
- 預見大未來2030 / 臺灣未來學推廣平臺 （页面存档备份，存于）